# Делиль (лунный кратер)
Кратер Делиль (лат. Delisle) — небольшой молодой ударный кратер в западной части Моря Дождей на видимой стороне Луны. Название присвоено в честь французского астронома и картографа Жозефа Никола Делиля (1688—1768) и утверждено Международным астрономическим союзом в 1935 г. Образование кратера относится к эратосфенскому периоду.

## Описание кратера

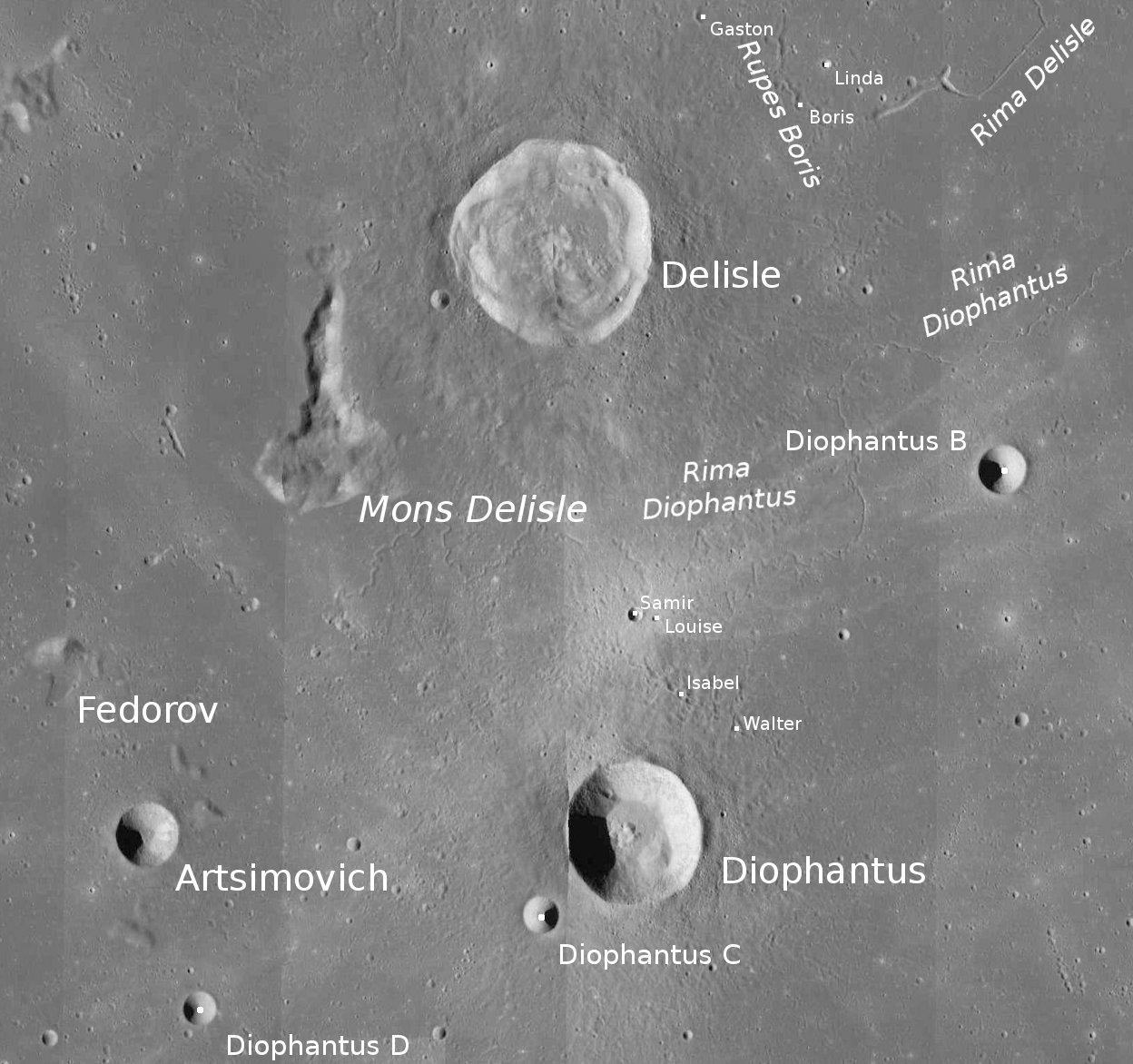
Окрестности кратера Делиль. Снимок Lunar Reconnaissance Orbiter.

Ближайшими соседями кратера являются кратер Ангстрем на западе; кратер Груйтуйзен на северо-западе; кратер Хейс на северо-востоке; кратер Каванту на востоке; кратер Диофант на юге; кратеры Фёдоров и Арцимович на юго-западе. На юго-западе от кратера находится пик Делиля; на западе гряда Бачера; на северо-востоке расположен уступ Бориса, окруженный крохотными кратерами Гастон, Линда и Борис; на востоке-северо-востоке проходит борозда Делиля; на юго-востоке - борозда Диофанта. Также на юго-западе от кратера Делиль расположены горы Харбингер. Селенографические координаты центра кратера 29°59′ с. ш. 34°41′ з. д. / 29,98° с. ш. 34,68° з. д., диаметр 24,8 км, глубина 2,42 км.

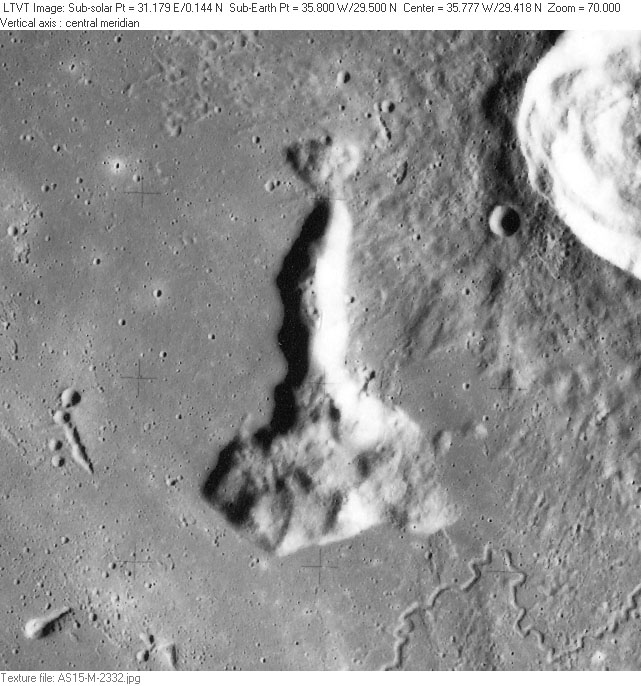
Пик Делиля и вал кратера Делиль. Снимок с борта Аполлона-15.

Кратер практически не подвергся разрушению, имеет полигональную форму. Вал с острой кромкой, внутренний склон имеет следы террасовидной структуры, у подножья внутреннего склона видны следы обрушения пород. В северной части вала имеется пролом. Внешний откос вала окружен хорошо различимыми породами, выброшенными при образовании кратера. Высота вала над окружающей местностью достигает 850 м, объем кратера составляет приблизительно 400 км³. Дно чаши пересеченное, имеется массивный, но плохо различимый центральный холм с возвышением 640 м. На юге от кратера располагается область с альбедо выше чем у окружающей местности.
В кратере Делиль зарегистрированы термальные аномалии во время лунных затмений. Это явление объясняется небольшим возрастом кратера и отсутствием достаточного слоя реголита, оказывающего термоизолирующее действие. Явление характерно для большинства молодых кратеров

## Сателлитные кратеры

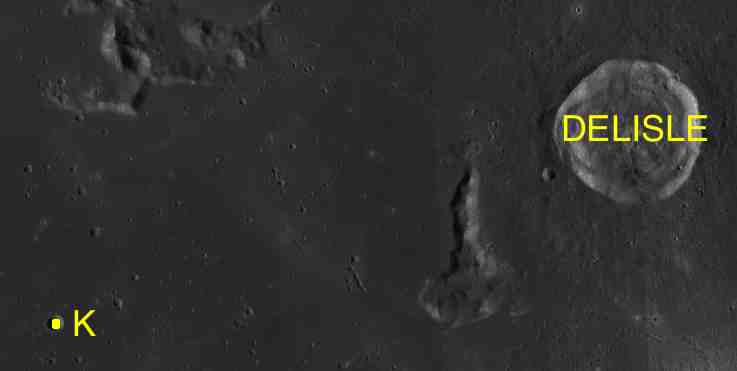
Фрагмент карты LAC-39.

| Делиль | Координаты                                         | Диаметр, км |
| ------ | -------------------------------------------------- | ----------- |
| K      | 29°00′ с. ш. 38°28′ з. д. / 29° с. ш. 38,46° з. д. | 2,9         |